# 아티스트컴퍼니
아티스트 컴퍼니(영어: Artist Company)는 대한민국의 연예 기획사이다. 과거 빅데이터 기반 B2B 온라인 마케팅/광고 서비스 플랫폼 기업이였다.와이더플래닛, 아티스트유나이티드에서 현재의 사명으로 변경하였다.

## 투자
2023년 배우 이정재와 정우성이 투자하여 주가가 폭등하였다. (제3자 배정 유상증자를 방식으로 이정재, 정우성, 위지윅스튜디오가 회사의 주식을 인수하였다.

## 소속 연예인
- 고아라
- 김예원
- 김종수
- 박소담
- 박해진
- 배성우
- 신정근
- 염정아
- 윤종빈
- 이솜
- 이수민
- 이정재
- 이주안
- 임지연
- 안성기
- 장동주
- 장이정
- 정우성
- 조이현
- 차래형
- 최경훈
- 피오 (블락비)
- 원진아
- 김혜윤